# Marianne Sandig
Marianne Sandig, geborene Kisler (* 30. Dezember 1941 in Bad Salzungen; † 25. Juni 2005) war eine deutsche Gewerkschafterin (FDGB). Sie war die letzte Vorsitzende der Gewerkschaft Land, Nahrungsgüter und Forst in der DDR.

## Leben
Sandig, Tochter einer Arbeiterfamilie, besuchte die Grundschule und absolvierte eine Lehre als Facharbeiterin für Schaf- und Rinderzucht. Sie wurde Mitglied des Freien Deutschen Gewerkschaftsbundes (FDGB) und der Sozialistischen Einheitspartei Deutschlands (SED). Den Besuch der landwirtschaftlichen Fachschule Oranienburg beendete sie 1965 als staatlich geprüfte Landwirtin. Sie wurde Mitarbeiterin im Kreislandwirtschaftsrat Oranienburg und war von 1972 bis 1974 Bürgermeisterin in Lehnitz. Ab 1974 war sie als hauptamtliche BGL-Vorsitzende im Staatlichen Forstwirtschaftsbetrieb Oranienburg tätig. Sie war auch Oberförsterin.
Ab 27. März 1982 (4. Zentrale Delegiertenkonferenz) gehörte sie als Mitglied dem Sekretariat des Zentralvorstandes der Gewerkschaft Land, Nahrungsgüter und Forst an. Von Dezember 1989 bis März 1990 fungierte sie als Vorsitzende des Arbeitssekretariats und von März bis September 1990 als Vorsitzende der Gewerkschaft Land, Nahrungsgüter und Forst. Ab Mai 1990 gehörte sie mit Peter Rothe und Peter Praikow dem Sprecherrat des FDGB an. Anschließend wurde sie Mitarbeiterin der „Hans-Böckler-Stiftung“. Ab August 1991 war sie Organisationssekretärin im DGB-Kreis Neuruppin und ab 1996 Mitarbeiterin im DGB-Landesbezirk Berlin-Brandenburg.
Marianne Sandig arbeitete zuletzt als Vorsitzende des Verwaltungsrates der AOK für das Land Brandenburg. Sie starb im Alter von 63 Jahren.